# Bataille de Pieve di Ledro
Guerre austro-prussienne-Troisième guerre d'Indépendance italienne
Batailles
- front austro-prussien

- Hühnerwasser
- Podol
- Trautenau
- Nachod
- Langensalza
- Oswiecim
- Münchengrätz
- Soor
- Skalitz
- Gitschin
- Königinhof
- Schweinschædel
- Sadowa (Königgrätz)
- Dermbach
- Kissingen
- Frohnhofen
- Aschaffenbourg
- Hundheim
- Blumenau
- Tauberbischofsheim
- Werbach
- Helmstadt/Uettingen
- Gerchsheim
- Uettingen/Roßbrunn/Hettstadt

- front austro-italien

- Custoza
- Val Vestino
- Cimego
- Pieve di Ledro
- Monte Nota
- Monte Suello
- Lissa
- Bezzecca
- Primolano
- Borgo
- Cimego
- Levico
- Versa

La bataille de Pieve di Ledro est livrée le 18 juillet 1866 à Pieve di Ledro, dans l'actuelle région du Trentin-Haut-Adige, pendant la troisième guerre d'Indépendance italienne.

## Historique
La bataille de Pieve di Ledro est un épisode de la troisième guerre d'indépendance italienne et se déroule le 18 juillet 1866, de l'après-midi à la fin de la soirée, entre sept compagnies du 2e régiment de volontaires italiens du lieutenant-colonel Pietro Spinazzi (it) appartenant au corps des volontaires italiens de Giuseppe Garibaldi et les Autrichiens de la demi-brigade du major Philipp Grünne (it) de la 8e division du général Von Kuhn. Remportée par les troupes Garibaldiennes après une furieuse bataille, il obligea les Autrichiens à se réfugier dans les montagnes entourant la vallée de Ledro] et fut le prélude de la plus célèbre bataille de Bezzecca du 21 juillet.